# 1665 у літературі
Стаття є списком літературних подій та публікацій у 1665 році.

## П'єси
- «Імператор індіанців» — віршована п'єса Джона Драйдена.
- «Дон Жуан» — комедія Мольєра.
- «Любов-цілителька» — комедія-балет Мольєра.
- «Александр Великий» — трагедія Жана Расіна.

## Нехудожні книги
- «Мікрографія» — наукова праця Роберта Гука.

## Народились
- Невідома дата —  Чарльз Гілдон,  англійський письменник на замовлення, перекладач (помер у 1724).

## Померли
- 2 грудня – Мадам де Рамбуйе, господиня паризького літературного салону (народилася в 1589).